# 대한수의사회
대한수의사회(大韓獸醫師會, Korean Veterinary Medical Association, KVMA)는 대한민국 수의사법에 의하여 설립된 법인으로, 경기도 성남시 분당구 황새울로 319번길 8-6에 위치하고 있다.

## 설립 근거
- 수의사법 제23조[2]

## 주요 업무
- 수의사 권익 신장
- 동물 진료 업무와 가축 방역 업무 개선 발전
- 수의 업무 적정성 유지와 개선
- 수의 학술 연구 보급
- 수의사 윤리 확립
- 식품안전, 공중보건 등 수의 업무에 대한 질적 향상을 통한 국민보건과 국가발전 기여
- 동물 보호와 동물 복지

## 연혁
- 1948년 10월: 서울대학교 수의학과에서 대한수의사회 결성, 초대회장 김병순 취임
- 1956년 12월 26일: 수의사법(대한민국 법률 제412호) 공포
- 1957년 10월 26일: 수의사법 제24조에 따라 대한수의사회로 발족
- 1957년 11월 17일: 농림부[3] 장관으로부터 설립인가 획득(농축 제1059호)
- 1960년 8월 27일: 제2대 회장 조이현 취임
- 1960년 11월 26일: 경기도가축위생시험소로 이전
- 1961년 4월 14일: 제3대 회장 이남신 취임
- 1966년 5월 21일: 서울우유협동조합으로 이전
- 1967년 5월 14일: 제6대 회장 김삼상 취임
- 1971년 1월 15일: 제8대 회장 심재열 취임
- 1974년 12월 1일: 개정수의사법 공포(대한민국 법률 제2737호)
- 1975년 7월 25일: 개정수의사법과 본회 정관에 따라 총회 개최
- 1975년 9월 18일: 제10대 회장 윤쾌병 취임
- 1984년 2월 29일: 제13대 회장 정동용 취임
- 1985년 3월 30일: 제14대 회장 이남신 취임
- 1987년 3월 20일: 제15대 회장 정창국 취임
- 1993년 3월 20일: 제17대 회장 이길재 취임
- 1994년 3월 24일: 개정수의사법 공포(대한민국 법률 제4747호)
- 1997년 10월 2일: 수의과학회관 착공(경기도 성남시 분당구 서현동)
- 1998년 7월 1일: 수의과학회관 완공
- 1998년 11월 20일: 수의과학회관 개관
- 1999년 2월 26일: 제19대 회장 이우재 취임
- 1999년 3월 31일: 개정수의사법 공포(대한민국 법률 제5953호)
- 2000년 12월 8일: 수의과학회관 증축(2개층)
- 2005년 2월 28일: 제21대 회장 정영채 취임
- 2011년 5월 16일: 제23대 회장 김옥경 취임
- 2014년 2월 27일: 제24대 회장 김옥경 취임
- 2020년 1월 15일 : 회장직선제 선거실시 허주형 당선
- 2020년 3월 2일 : 제26대 회장 허주형 취임
- 2023년 2월 27 : 제27대 회장 허주형 취임

## 조직
회장 1명 아래로 대의원 169명, 이사 31명, 부회장 8명과 위원회 6개, 지부 18개, 산하단체 9개로 이루어져 있다.

### 대한수의사회장
- 대의원총회
- 고문

#### 부회장
- 이사회
- 감사
- 윤리위원회
- 국가수의자문위원회
- 법제위원회
- 학술홍보국제협력위원회
- 수의사복지위원회
- 교육위원회
- 방역·식품안전위원회
- 동물보호·복지위원회
- 사무처
  - 기획실

### 지부
- 서울지부
- 인천지부
- 부산지부
- 광주지부
- 대구지부
- 대전지부
- 울산지부
- 세종지부
- 경기지부
- 강원지부
- 충북지부
- 충남지부
- 전북지부
- 전남지부
- 경북지부
- 경남지부
- 제주지부
- 군진지부

### 산하 단체
- 한국양돈수의사회
- 한국동물병원협회
- 한국가금수의사회
- 수생동물질병수의사회
- 한국실험동물수의사회
- 한국말임상수의사회
- 한국소임상수의사회
- 대한공중방역수의사협회
- 한국고양이수의사회